# Отокова
Отокова — річка в Україні у Кропивницькому районі Кіровоградської області. Права притока річки Мертвоводу (басейн Південного Бугу).

## Опис
Довжина річки приблизно 6,9і км, найкоротша відстань між витоком і гирлом — 6,43 км, коефіцієнт звивистості річки — 1,07. Формується декількома струмками та загатами.

## Розташування
Бере початок на південно-західній стороні від села Федіївки. Тече переважно на південний схід через село Височанове і на північно-східній стороні від села Антонопіль впадає у річку Мертвовод, ліву притоку Південного Бугу.

## Цікаві факти
- У XX столітті на річці існували водокачка та газова свердловина[2], а у XIX столітті — вітряний млин[1].